# Садовый (Тимашёвский район)
Садо́вый — хутор в Тимашёвском районе Краснодарского края.
Входит в состав Дербентского сельского поселения.

## История
В 1958 году указом Президиума Верховного Совета РСФСР хутор имени Ворошилова переименован в Садовый.

## Население
| 2002 | 2010 |
| ---- | ---- |
| 598  | ↘519 |

## Уличная сеть
- ул. Казачья,
- ул. Новая,
- ул. Полевая,
- ул. Речная,
- ул. Садовая[7].